# 風見和香
風見 和香（かざみ ののか、2007年8月25日 - ）は、日本のアイドル、歌手、俳優であり、私立恵比寿中学のメンバー。東京都出身。スターダストプロモーション所属。

## 略歴
2017年6月、小学4年生の時に原宿竹下通りにてスカウトされスターダストプロモーションへ入所した。
2021年、私立恵比寿中学新メンバーオーディションに参加、最終審査へ進む（ノノカ として）。
2021年5月5日、オーディションの結果、私立恵比寿中学の新メンバーとなる。
2021年6月5日、Instagram個人アカウントを開設。
2021年7月3日、よみうりランド 日テレらんらんホールで行われたラジオの公開収録にて初めてファミリー（ファン）の前に登壇した。
2021年8月29日、横浜アリーナで開催された「@JAM EXPO 2020-2021」にて初ステージパフォーマンス。
2021年9月25日-26日、秩父ミューズパークで開催の「ちゅうおん」2021にて初の有観客ワンマンライブのステージに立つ。
2022年8月25日、初の生誕ソロライブ「ののかまると犬の散歩〜初めてのお散歩〜」を恵比寿ザ・ガーデンホールにて開催した。
2022年10月、舞台 ドラマチックハイスクールに南沢花蓮 役で出演。
2024年3月-9月、コスメブランド「Kirei＆co.」イメージキャラクターを務めた。
2024年5月5日、TikTok個人アカウントを開設
2024年9月4日、個人YouTubeチャンネル「ののかまるのまるっとチャンネル」を開設。
2025年2月27日-3月6日、舞台 Les Misérablesにコゼット 役で出演。

## 人物・エピソード
スターダストプロモーション入所前に別の事務所に所属していたが、小学校低学年であったこともあり、レッスンよりも友達と遊びたい気持ちが大きくなって事務所を辞めた経験がある。
運動神経に優れる。幼稚園の頃に水泳を習っていた。新体操を小学2年生から6年間、朝から夜まで長い時間やっていて、集中力などを鍛えていた。中学校ではバレーボール部に所属していた。2021年に私立恵比寿中学に加入してからは、tvk『関内デビル』の年越し特番（2022-2023年）の企画「エビ50」（私立恵比寿中学メンバー10人による50メートル走）で優勝すると、2023年1月のスタプラアイドルフェスティバルの「全力ダッシュチャレンジ」に私立恵比寿中学を代表して出場し優勝した。2024年には番組出場権をかけた「SASUKEアイドル予選会―出場権争奪バトル―」の無限ジャンプ種目で優勝するなど好成績を収め、『SASUKE』本戦出場は叶わなかったものの、2025年1月13日放送のTBS系『KUNOICHI 2025』に出場し健闘した。2025年2月23日放送のフジテレビ系『千鳥の鬼レンチャン』の「女子300ｍ走サバイバルレンチャン」でも健闘をみせた。
2025年3月29日、朝から赤羽ララガーデンにて「赤羽警察署交通安全イベント」の一日警察署長を務めたのち、夜にはTBS系『オールスター感謝祭’25春』に出演、番組恒例の「赤坂ミニマラソン」に出場すると、最後の方まで独走状態をしばらく続け、最終的には猫ひろしに競り勝ち7位に入賞し話題となった。
自身の生誕ソロライブで様々なチャレンジをしている。ザ・ドリフターズのコントでおなじみ力士着ぐるみや変なおじさん（志村けん）衣装メイクでのパフォーマンス。5歳からピアノを習っていたことから奥華子「変わらないもの」などの弾き語りの披露。目標にしているアーティスト上白石萌音の楽曲「スピン」「HAPPY」をカバーした。
- 趣味はペットにちょっかい出すこと、ドリフ好き。特技はバースデーカード作り、短距離走、新体操、50音で少女漫画っぽい台詞を言うこと[23][24]。
- 両親と姉兄の誕生日にお祝いのカードを作るのが好き（バースデーカード作り）[25]。
- 小さい頃はアニメ『ドキドキ!プリキュア』の影響を受け、エンディングで歌ったり踊ったりしていたという。
- 二人いる姉がチアダンスをしているのをみてダンスに興味を持ち、姉がカラオケで歌って踊っていたAKB48「ヘビーローテーション」をきっかけにアイドルにも興味を持つ[26]。
- 愛犬「Qoo（クー）」を風見が3歳の頃から飼っている[27]。

### 私立恵比寿中学関連
- 出席番号は15番。メンバーカラーは白[28]。愛称は「ののかまる」。
- 私立恵比寿中学の新メンバーとなり、「今日はとても緊張して、リハーサルでも、これから私は、この曲を全て覚えるのか…と 思いながらみていました(笑)不安なこともありますが、全力で頑張るので応援よろしくお願いします！」とコメントした[29][30][31][32]。
- オーディションの合格連絡を「悔いは残ってなかったですが、連絡来てうれしかった。」と振り返り[33]、「いろいろなことに挑戦していきたいです。バラエティーも頑張りたい。ファミリーの皆さんに、『エビ中に入って良かった』と思ってもらえるように頑張ります」と意気込んだ[34][35]。
- 2次審査で「Heaven's Door 〜陽のあたる場所〜」（栞菜智世）を歌唱した[36]。
- 最終審査はオレンジチーム[37][38]、桜木心菜と同じチームであった。歌唱力審査では「夜に駆ける」（YOASOBI）を歌唱した[39]。
- お気に入りの「ファミえん」楽曲に「summer dejavu」を挙げ、「いい意味でエビ中っぽくない」「全部ユニゾンで歌ってるのも珍しいし、曲調が好きなのでレコーディングも楽しかった」とコメントした[40]。
- メンバー最年長の真山りかは風見について「真面目です。ずっと真面目。（中略）彼女の真面目さ、ひたむきに頑張る姿勢（中略）努力の姿勢がめちゃくちゃ見える子なので、エビ中で報われてほしいし、報われるために"私たちも頑張らなきゃ"って尽くしたくなるような子ですね。」とコメントしている[41]。
- 2021年の大学芸会で「あなたにとってエビ中ファミリーとは？」という質問に対して「私たちとファミリーさんの関係は犬の散歩です」と答え、「犬の散歩って人間が犬を散歩させているように見えるけど、実は犬が散歩をしてくれるから人間も体を動かせる。それと同じように、私たちからファミリーさんに元気を与えているように見えるけど、実はファミリーさんからも元気をもらってるんだよ」と説明した。このエピソードは初の生誕ソロライブのタイトル「ののかまると犬の散歩〜初めてのお散歩〜」の由来にもなっている[27]。

## 出演

### テレビ
- 超無敵クラス（2023年6月18日 - 2025年3月9日、日本テレビ系）- 不定期出演
- KUNOICHI 2025（2025年1月13日、TBS系）
- 千鳥の鬼レンチャン（2025年2月23日、フジテレビ系）
- オールスター感謝祭（2025年3月29日、TBS系）
- シューイチ（2025年8月16日、日本テレビ系）

### ドラマ
- 夕暮れに、手をつなぐ 第5話（2023年2月14日、TBS）[42]

### 舞台
- ドラマチックハイスクール（2022年10月7日 - 16日、品川プリンスホテル クラブeX）- 南沢花蓮 役
- Les Misérables（2025年2月27日 - 3月6日、IMAホール） - コゼット 役[43]

### インターネット配信／動画
- 『ドラマチックハイスクール』稽古が始まったよ！女子会SP（2022年9月16日、ニコニコ生放送）
- やかんとアイドル（2023年3月27日〜4月1日、YouTube）
- SASUKEアイドル予選会（2024年11月25日 - 12月13日、YouTube）

### モデル
- コスメブランド「Kirei＆co.」イメージキャラクター（2024 spring[44]・2024 summer[45]）（2024年3月1日 - 9月30日）[46]
- 札幌コレクション 2025 AUTUMN/WINTER（2025年11月1日、北海きたえーる）[47]

### イベント
- 赤羽警察署一日警察署長（2025年3月29日）- 交通安全パレード＆交通安全イベントに出演[48]

### 生誕ソロライブ
- ののかまると犬の散歩〜初めてのお散歩〜（2022年8月25日、恵比寿ザ・ガーデンホール）[49][50][51]
- ののかまると犬の散歩〜みんなで吠えよう！〜（2023年8月17日、Zepp DiverCity（TOKYO））[52]
- ののかまると犬の散歩〜すくすく成長中〜（2024年9月4日、KT Zepp Yokohama）[53][54]
- ののかまると犬の散歩〜制服で駆け抜けろ！！〜（2025年8月25日、Zepp DiverCity（TOKYO））

## 書籍

### 雑誌
- りぼん（2019年4月号、2025年7月号[注 2]、集英社）
- B.L.T. 2021年7月号[注 3][55]（2021年5月24日、東京ニュース通信社）
- UTB 2021年8月号[注 4]、2023年12月号[注 5]、2024年1月号（2021年6月23日、2023年10月23日、11月22日、ワニブックス）
- 月刊エンタメ 2021年8月号[注 6]、2022年5月号[注 7]、2023年8月号[注 8]（2021年6月30日、2022年3月30日、2023年6月30日、徳間書店）
- BUBKA 2021年9月号、12月号（2021年7月30日、10月29日、白夜書房）
- Top Yell Neo 2022 Spring[注 4]（2022年3月31日、竹書房）
- B.L.T. graduation2023 中学卒業（2023年3月15日、東京ニュース通信社）